# Matra MS670

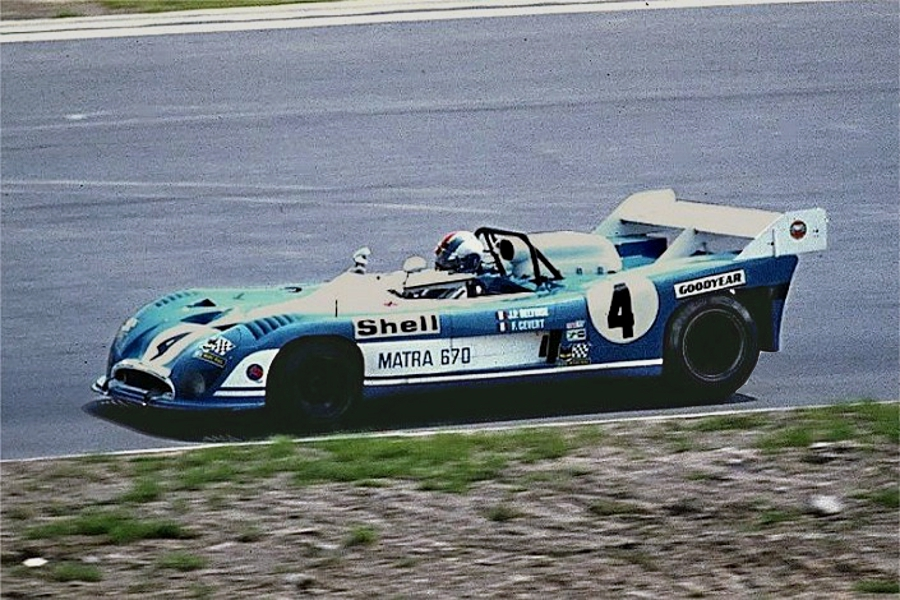
François Cevert im Matra MS670B, beim 1000-km-Rennen auf dem Nürburgring 1973

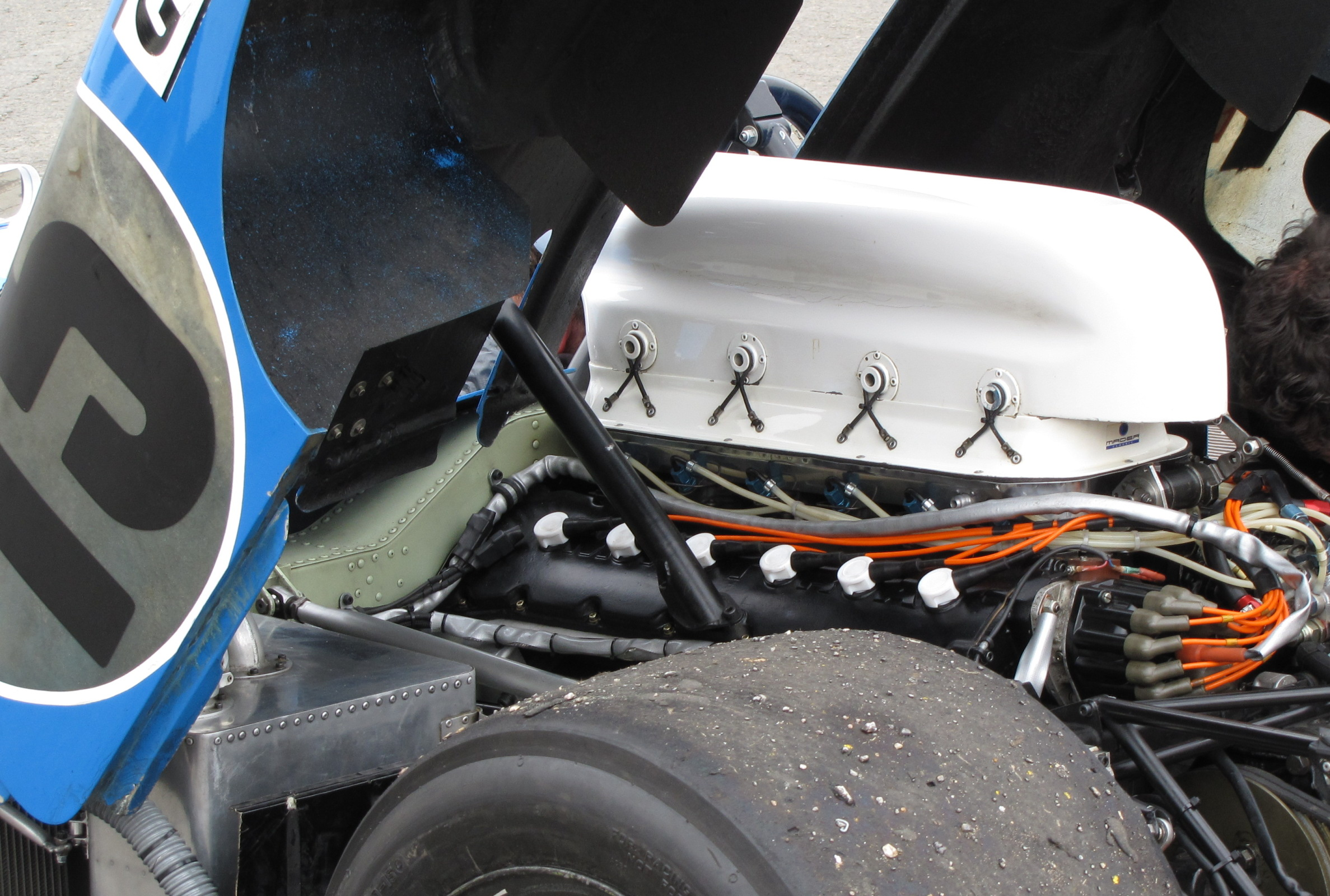
Motor eines Matra MS670

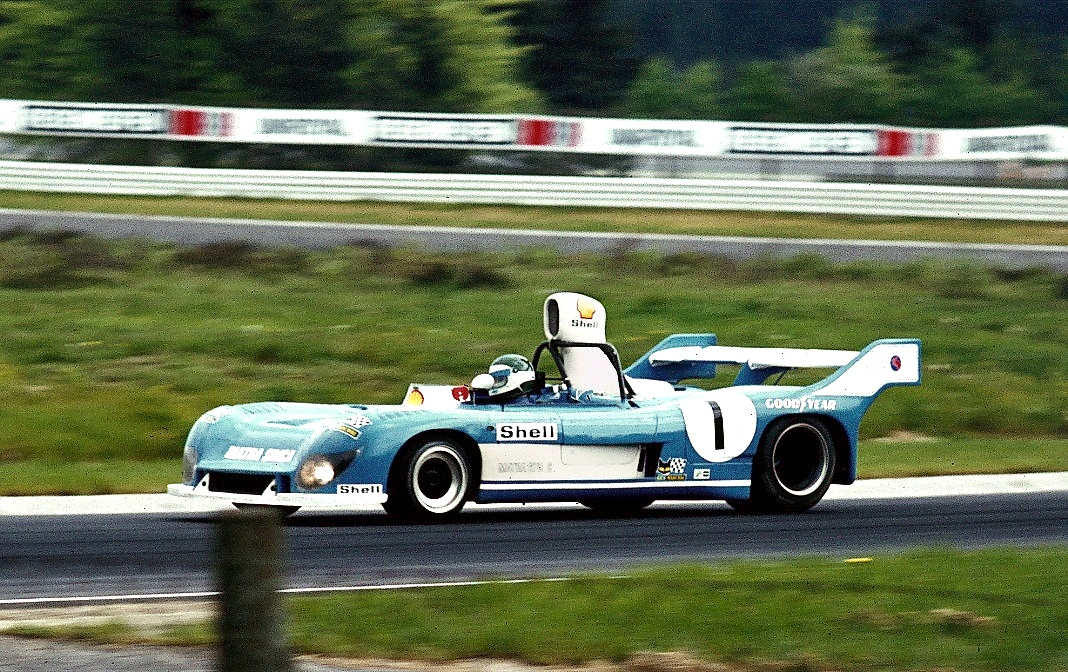
Jean-Pierre Jarier im Matra MS670C, beim 1000-km-Rennen am Nürburgring 1974

Der Matra MS670 war ein Sportwagen-Prototyp, den Matra von 1972 bis 1974 in der Sportwagen-Weltmeisterschaft einsetzte.

## Entwicklungsgeschichte und Technik
Mit dem MS670 feierte Matra 1972 den ersten Sieg bei den 24 Stunden von Le Mans. Mit Konsequenz und Ausdauer verfolgte die französische Rennmannschaft dieses Ziel über Jahre. Früh hatte man sich bei Matra auch entschieden, kein 5-Liter-Fahrzeug zu bauen, sondern sich auf die kleinere 3-Liter-Klasse zu konzentrieren. Der vorhandene 3-Liter-12-Zylinder-Motor, der aus der Formel 1 stammte und 1968 erstmals im Matra MS11 zum Einsatz kam, machte diese Entscheidung einfach, denn dieser Motor kam auch in den Sportwagen zum Einsatz.

## Renngeschichte
Nach einer Änderung des Sportwagen-Reglements durch die FIA, das die großen 5-Liter-Sportwagen, wie den Porsche 917, den Ferrari 512S und den Lola T70, von den internationalen Rennstrecken verbannte, war das Konzept von Matra in Le Mans plötzlich siegfähig. Außerdem verzichtete Ferrari auf ein Antreten an der Sarthe, sodass die Gegnerschaft von Matra sich auf einige schon in die Jahre gekommene Porsche 908 und die noch nicht ausgereiften Alfa Romeo Tipo 33 beschränkte.
Matra feierte mit den MS670 einen klaren Doppelsieg, der an dritter Stelle einlaufende Porsche 908 Langheck von Reinhold Joest, Michel Weber und Mario Casoni hatte im Ziel bereits 19 Runden Rückstand auf das Sieger-Duo Henri Pescarolo und Graham Hill. Hill fügte damit seinen beiden Formel-1-Weltmeister-Titeln und dem Sieg bei den 500 Meilen von Indianapolis auch den Triumph in Le Mans hinzu. Zweite wurden François Cevert und Howden Ganley im zweiten der vier eingesetzten MS670.
Matra musste aber auch zwei Ausfälle hinnehmen. Der MS670 von Beltoise/Amon fiel nach einem Unfall von Amon schon in der ersten Runde aus. Das Rennen von David Hobbs und Jean-Pierre Jabouille stoppte ein Kupplungsschaden nach 278 gefahrenen Runden.
1973 stieg Matra dann voll in die Markenweltmeisterschaft ein und gewann mit dem MS670, jetzt mit der Entwicklungsstufe B, den Titel. In Le Mans waren die MS670 erneut erfolgreich. Henri Pescarolo mit neuem Copiloten Gérard Larrousse blieb zum zweiten Mal siegreich und Jean-Pierre Jaussaud und Jean-Pierre Jabouille wurden hinter Carlos Pace und Arturo Merzario im Ferrari 312PB Dritte.
1974, Ferrari hatte sich komplett aus der Sportwagen-Weltmeisterschaft zurückgezogen, triumphierte Matra wieder in Le Mans und gewann neun der zehn Rennen in der Weltmeisterschaft. Der MS670 hatte seine letzte Ausbaustufe erreicht, parallel wurde bereits der letzte Matra-Sportwagen, der MS680 eingesetzt. Der Sieg in Le Mans wurde jedoch erneut mit dem MS670 eingefahren. Henri Pescarolo gewann zum dritten Mal in Folge, Gerard Larrousse war wie im Vorjahr sein Copilot.